# شهرستان جومغال
شهرستان جومغال (به قرقیزی: Жумгал району، جۇمعال وودانى) یک شهرستان در قرقیزستان است که در منطقه نارین واقع شده‌است. شهرستان جومغال ۴٬۸۰۳ کیلومتر مربع مساحت و ۴۰٬۷۱۸ نفر جمعیت دارد. مرکز آن چائک است.